# Curry (Gericht)

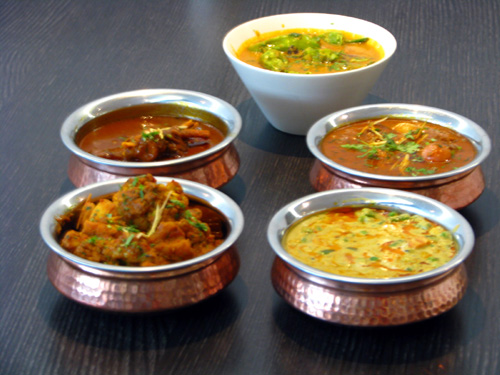
Verschiedenfarbige Currys

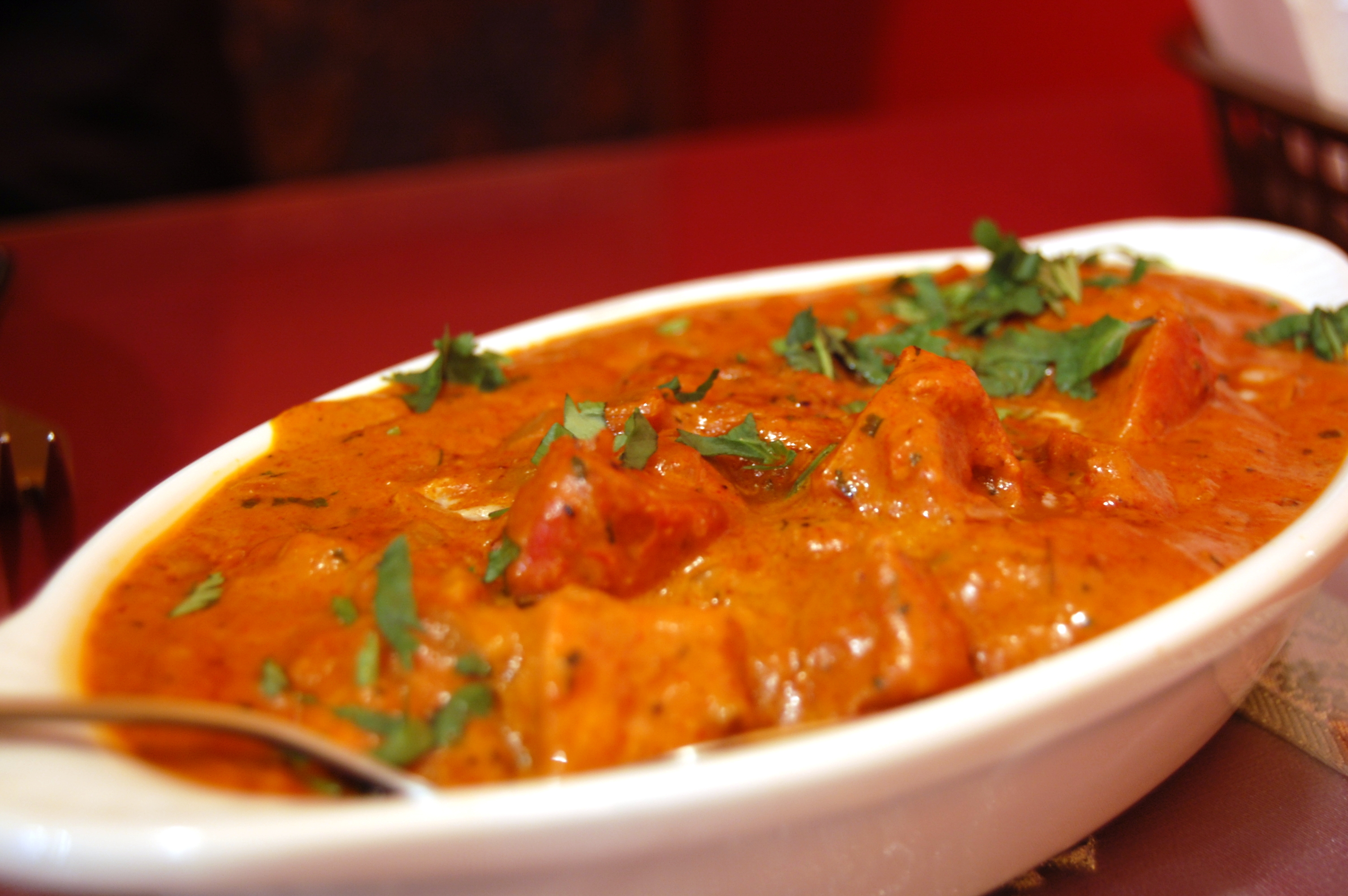
Indisches Butterhuhn (Murgh Makhani), Currygericht aus dem Punjab

Curry ([ˈkari] oder [ˈkœri] ⓘ, auf Deutsch in der Regel [ˈkœri] ⓘ ausgesprochen) ist die Bezeichnung für Gerichte der südasiatischen, südostasiatischen und japanischen Küche auf der Basis einer sämigen Sauce mit verschiedenen Gewürzen und Zugaben von Fleisch, Fisch oder Gemüse.
Vom Wort Curry leitet sich auch der Name des Currypulvers ab, das im Vereinigten Königreich in Anlehnung an die in indischen Currygerichten verwendeten Gewürze entwickelt wurde. In der indischen Küche selbst ist das Currypulver ungebräuchlich.

## Begriffsgeschichte
Das Wort Curry stammt vom tamilischen Wort kaṟi (கறி) ab, das „Fleisch“ oder „Beilage zum Reis“ bedeutet. Während der britischen Kolonialzeit wurde der Begriff ins Englische übernommen. Die Portugiesen, die bereits vor den Briten in Indien Fuß gefasst hatten, benutzten das Wort caril, das von karil aus der südwestindischen Sprache Kannada abstammt. Bei dem portugiesischen Chronisten Gaspar Correia kommt der Begriff caril bereits 1502 vor. Der englische Begriff carree ist erstmals 1682 belegt. Im 19. Jahrhundert bürgerte sich die Schreibweise curry ein. Ebenfalls im 19. Jahrhundert wurde das Wort in das Deutsche übernommen.
Auch wenn das Wort Curry indische Ursprünge hat, waren es die Briten, die den Begriff in seiner heutigen Bedeutung prägten. In den südasiatischen Sprachen gibt es keinen entsprechenden Oberbegriff. Vielmehr werden Gerichte meist entweder schlicht nach ihren Hauptbestandteilen benannt (z. B. Alu Gobhi, Kartoffeln mit Blumenkohl), oder aber mit Begriffen, die die genaue Zubereitungsweise bezeichnen (z. B. Korma für sämige Schmorgerichte). Gleichwohl ist das Wort Curry über das Englische auch in den südasiatischen Sprachgebrauch eingegangen. So wird in Sri Lanka eine Mahlzeit, die aus Reis und einer Auswahl verschiedener Currygerichte besteht (vgl. Thali), als Rice and Curry (Reis und Curry) bezeichnet. Der Begriff Curry wird auch für Gerichte der malaysischen und thailändischen Küche verwendet, im Thailändischen lautet der entsprechende Begriff kaeng (แกง). Als Karē (カレー) ging das Wort zudem ins Japanische ein.

## Zutaten
Currys haben keine festgelegten Zutaten, je nach Herkunftsregion und Zubereiter können sie sich erheblich unterscheiden. Es gibt vegetarische Currys, Currys mit jeder Art von Fleisch, Currys mit Fisch oder Meeresfrüchten. Dazu wird in Indien meistens Reis oder Brot wie zum Beispiel Chapati, Naan oder Puri gereicht, erweitert mit diversen Chutneys und weiteren Beilagen.

### Gewürze und Kräuter

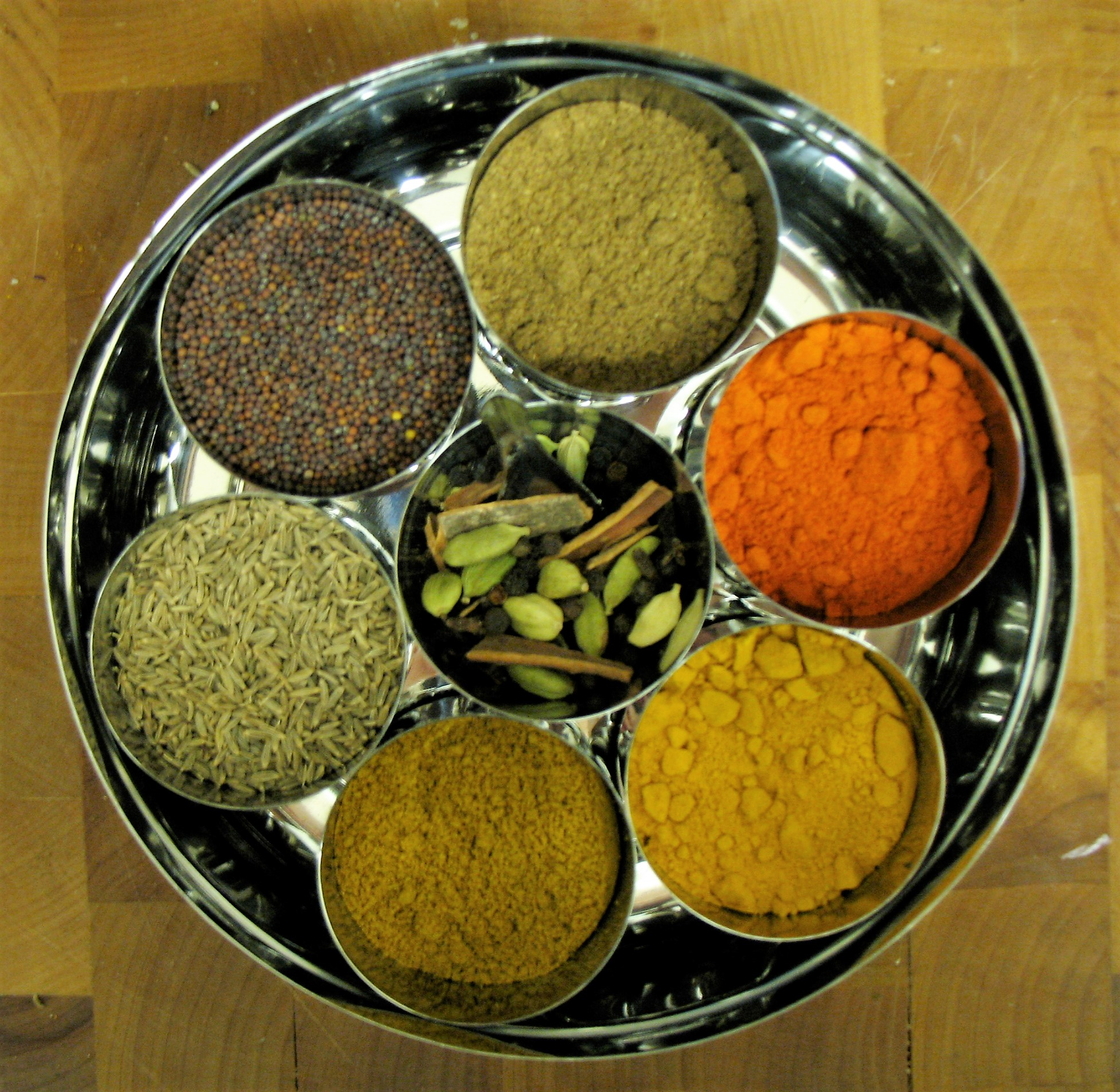
Unverzichtbar für Currys: viele verschiedene Gewürze

Die in Currys enthaltenen Gewürze sind von Region zu Region unterschiedlich. Folgende Zutaten werden aber zu verschiedenen Anteilen in vielen Currygerichten verwendet, weshalb sie grob als typische Gewürze bezeichnet werden können:
- Kurkuma, Kreuzkümmel, Koriander, Chilis (frisch oder getrocknet), Ingwer, Schwarzkümmel, Bockshornklee, Asafoetida, Senfkörner, Kardamom (grün oder schwarz), Sternanis, Fenchelsamen, Zimt, Nelken, Mangopulver (Amchur), Pfeffer. Oft wird auch Garam Masala zum Würzen verwendet, eine Mischung hauptsächlich aus schwarzem Kardamom, Zimt, Gewürznelken, schwarzem Pfeffer und Kreuzkümmel. Frische Kräuter sind eher ungebräuchlich, bis auf Korianderblätter, die wie Petersilie verwendet werden.

### Gemüse
Es gibt keine obligatorischen Gemüsesorten zur Verwendung in Currys, beliebt sind beispielsweise Blumenkohl, Kartoffeln, Auberginen, Zucchini, Spinat oder Okraschoten. Unabhängig davon, welche Gemüsearten sonst noch hinzugefügt werden, enthalten fast alle Currys Zutaten wie Zwiebeln, Knoblauch oder Ingwer.

### Andere Zutaten
Oft werden Milchprodukte in Currys verarbeitet, wie der indische Frischkäse Panir, der von seiner Konsistenz an Feta erinnert und vom Geschmack her an Mozzarella. Auch findet Joghurt in vielen Gerichten Verwendung. Weitere häufiger verwendete Zutaten sind: Ghee, Sahne, Tomatenmark und Tamarindenpaste.

## Regionale Unterschiede

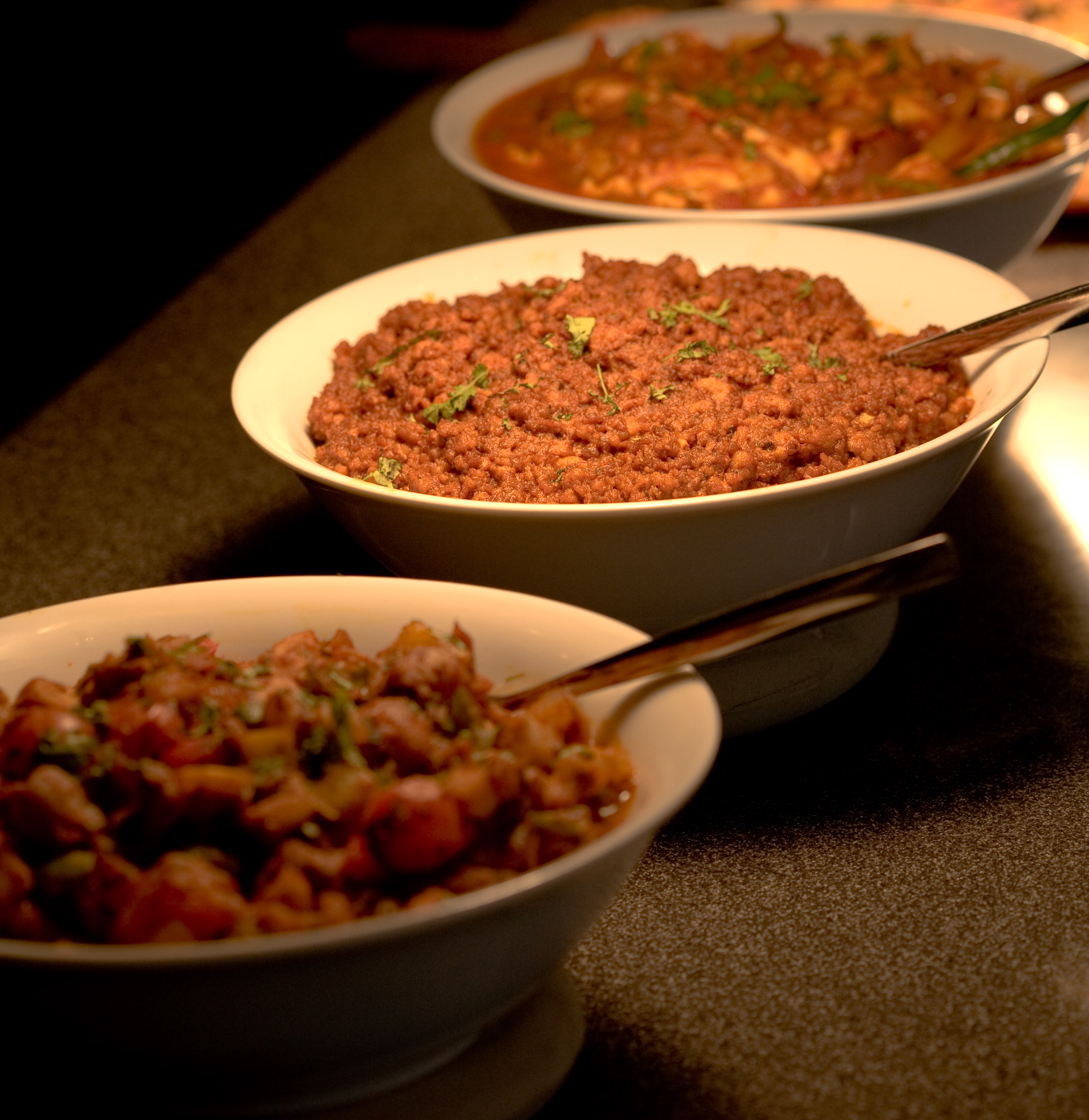
Verschiedene linsen- und bohnenbasierte Currygerichte im indischen Karnataka

### Südindien
- Die Currys der Region Andhra Pradesh sind durch die häufig reichliche Verwendung von Chilis sehr würzig. In der westlichen andhraischen Küche sind unter anderem Kodi Kura (Hühnchen-Curry), Ulavachaaru (Curry aus Pferdebohnen) oder Chapala Pulusu (Fisch-Curry) bekannte Gerichte. Die kräftig gewürzten Lamm- und Huhngerichte der eigenständigen Küche um Hyderabad gehen auf den persischen Einfluss der islamischen Herrscher (Nizams) zurück.
- In der milden Küche von Karnataka enthalten die Currys in der Regel mehr Linsen in allen Variationen als im restlichen Indien. Ein bekanntes Gericht dieser Region ist Sambar, ein Linsengericht, das entweder als Beilage zu Reis oder als Frühstück zusammen mit Idlis und Vadas gegessen wird.
- In der Küche von Tamil Nadu dominieren die traditionell vegetarisch zubereiteten Gerichte; Joghurt und Linsen sind hier eine wichtige Zutat. Die Bezeichnung Rice and Curry steht in der Regel für eine Auswahl von sri-lankischen Gerichten.[7]

### Ostindien
- Die bengalische Küche bietet eine Fülle von Currys, die oft aus Meeresfrüchten oder Fisch bestehen. Viele Gerichte werden hier mit Senföl und Senfkörnern zubereitet.
- Die Küche von Orissa ähnelt der Küche Bengalens und beinhaltet viel Fleisch und Fisch.

### Nordindien

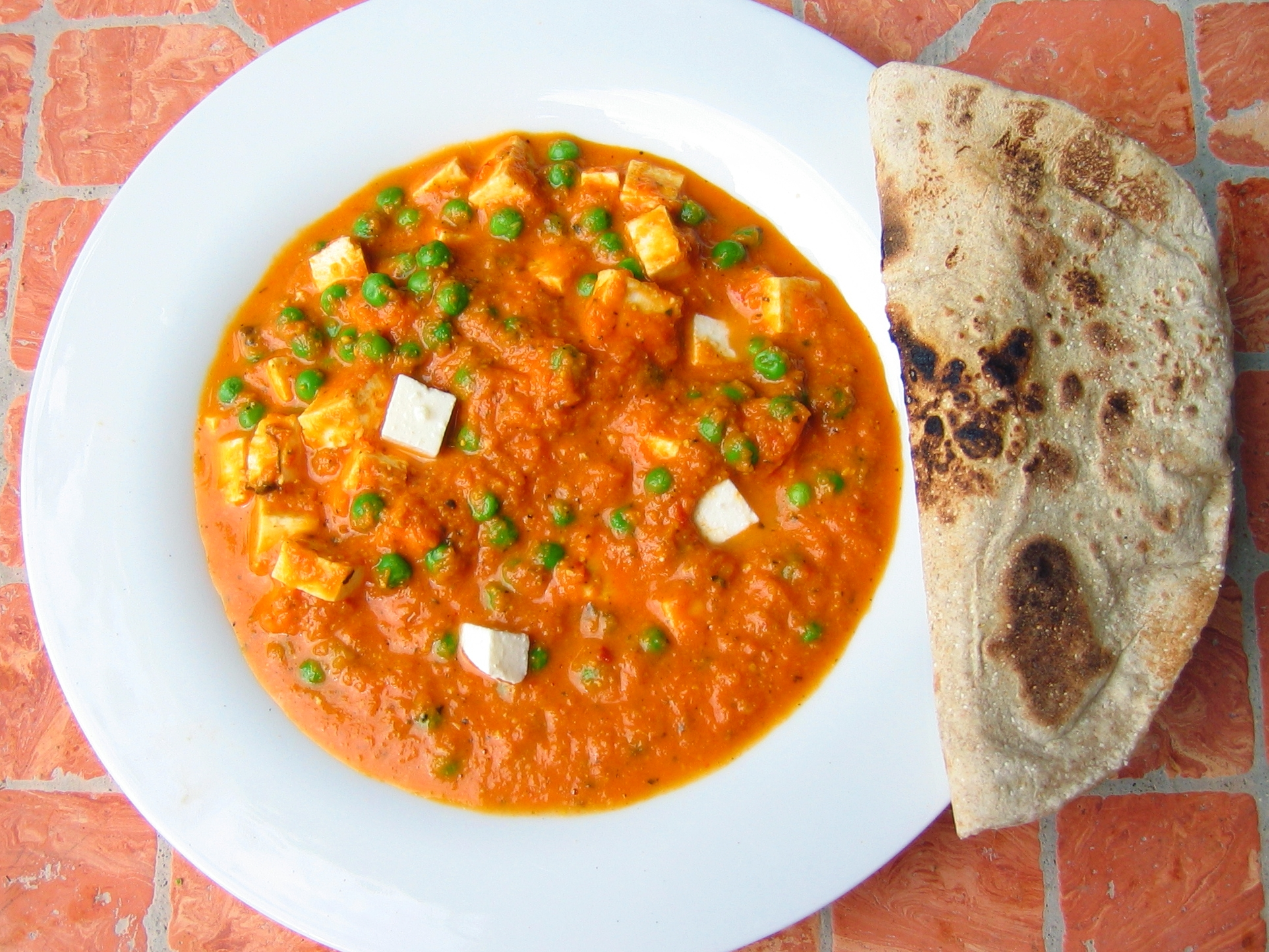
Matar Paneer – Nordindisches Currygericht mit Panir und Erbsen

Die Currys im Punjab basieren häufig auf Gewürzmischungen, den Masalas. Diese werden fertig gekauft oder selbst gemahlen, geröstet und gemischt. Häufige Zutat ist hier auch der Panir, ein indischer Frischkäse, der in den Currys erwärmt wird. Für manche Gerichte wird er auch angebraten. Statt Öl verwendet man hier fast immer Ghee.

### Westindien
Die meisten goanischen Gerichte sind sehr scharf gewürzt. Eines der bekanntesten Gerichte ist das äußerst scharfe Vindaloo. Bekannt sind auch die verschiedenen Fischcurrys und die eher milde Küche der traditionellen Hindus. Die am meisten verwendeten Zutaten sind Kokosmilch und Kokum (Garcinia indica), eine tiefrote Frucht, die einen scharf-sauren Geschmack gibt.

### Pakistan
- Die Küche der Paschtunen ist fast identisch mit der des benachbarten Afghanistans. Die Gerichte basieren weitgehend auf Getreide wie Reis, Weizen, Mais und Gerste. Abgerundet werden sie durch Milchprodukte, verschiedene Nüsse, einheimisches Gemüse und getrocknete Früchte.
- Die Gerichte der Sindhi sind von der Mogulzeit persisch beeinflusst. Gemüse und Dal werden zusammen mit Chapatis gegessen.[9]
- Currys aus Gemüse wie Blumenkohl, Auberginen, Okraschoten, Kartoffeln, Bittermelone, Steckrüben oder Spinat mit und ohne Fleisch sind typische Alltagsgerichte in Pakistan.[10]

### Malaysia
In der malaysischen Küche verwendet man für Currys fast immer Kokoscreme oder Kokosmilch, Kurkuma, Schalotten, Ingwer, Garnelen-Paste, Chilis, Knoblauch und oft auch Tamarinde. Alle möglichen Nahrungsmittel werden in Malaysia als Curry zubereitet, so zum Beispiel Lamm, Huhn, Shrimps und Garnelen, Tintenfisch, Fischkopf, Auberginen, Eier und verschiedene Gemüsesorten.

### Thailand

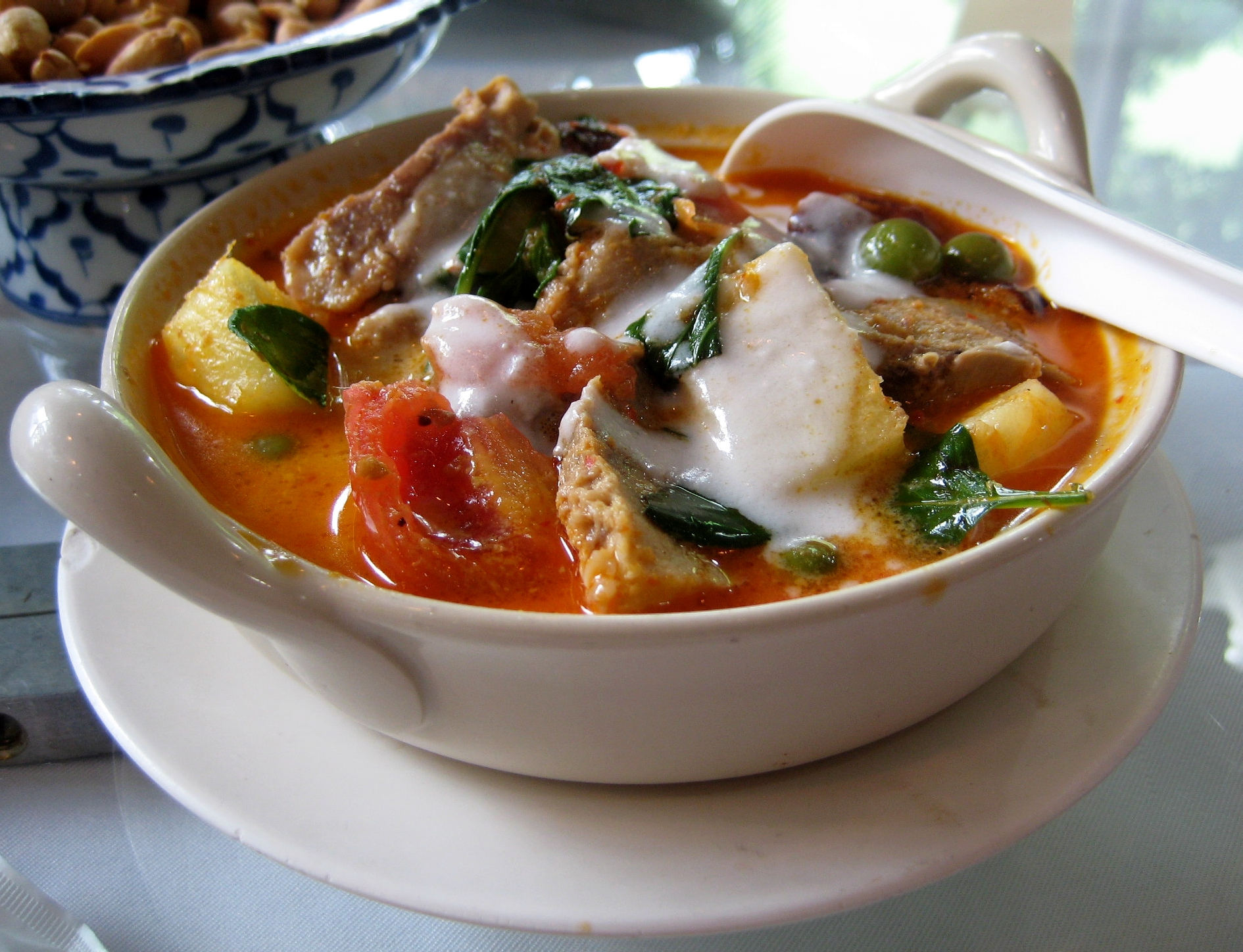
Thailändisches Rotes Enten-Curry

Weltberühmt sind einige Gerichte der thailändischen Küche aus der Gruppe der Kaeng (siehe thailändische Küche), dies sind Gerichte mit viel Flüssigkeit. Mit scharfer Currypaste gewürzte Kaeng werden gemeinhin als Curry bezeichnet, wie zum Beispiel Kaeng Phet (mit roten Chilis: Rotes Thai-Curry) oder Kaeng Khiao Wan (mit grünen Chilis: Grünes Thai-Curry). Currypulver wird in Thailand nur für wenige Gerichte verwendet wie zum Beispiel für Phu Phat Phong Kari (wörtlich: „Gebratener Krebs mit Currypulver“).

### Japan
Karē bezeichnet hauptsächlich ein warmes Gericht der japanischen Küche, bestehend aus einer Currysauce und Beilage. Die Currysauce ist dabei dicker und milder als ihre indischen Gegenstücke.